# Elzéar-Louis-Zosime de Sabran
Pour les articles homonymes, voir Sabran.
 (18 octobre 2018).
 (octobre 2018).
Si vous disposez d'ouvrages ou d'articles de référence ou si vous connaissez des sites web de qualité traitant du thème abordé ici, merci de compléter l'article en donnant les références utiles à sa vérifiabilité et en les liant à la section « Notes et références ».
Louis, duc de Sabran (né Elzéar-Louis-Zosime-Joseph-Gabriel de Sabran-Baudinard le 3 janvier 1764 à Aix-en-Provence et mort le 22 janvier 1847 à Marseille) est un général et homme politique français, pair de France (1815-1817) puis comte-pair (1817-1825) et duc-pair (1825-1830).

## Biographie

### Les premières années
Louis de Sabran naît le 3 janvier 1764 à Aix-en-Provence. Il est le fils du marquis Jules-César de Sabran-Baudinard (1735-1829) et d'Anne Gabrielle Brémond (1741-1803). Il est le frère jumeau de Dauphine de Sabran (3 janvier 1764 - 10 février 1764), morte en bas âge. Il est le deuxième enfant et le seul fils d'une fratrie de six enfants (dont trois morts en bas âge). Il appartient donc à l'illustre maison provençale de Sabran, qui compte 2 saints, 3 évêques et 5 généraux. Il est baptisé le 4 janvier 1764 sous le nom d'Elzéar-Louis-Zosime-Joseph-Gabriel de Sabran-Baudinard.
Louis de Sabran entre en 1773 au Collège [MacNeal[Quoi ?], près d'Aix-en-Provence ?], où il étudie les lettres et l'histoire. En 1779, il entre dans la compagnie provençale des dragons du roi. 

### La Révolution

#### L' Armée des princes
Pendant la Révolution française, Louis de Sabran condamne d'abord ses excès tels que la prise de la Bastille ou les journées des 5 et 6 octobre 1789. Louis émigre en 1791 et rejoint l'Armée des princes. L'année suivante, il est affecté au régiment noble à pied de Condé où il devient commandant de la compagnie Ladevèze, Riollet et Corsac. Il sert en Espagne (notamment en Catalogne) entre 1794 et 1808, puis à Neuf-Brisach en décembre 1814.

### Après l'Empire
Il suit Louis XVIII à Gand pendant les Cent-Jours, puis, au service de la Restauration, est nommé commandant militaire de la Haute-Garonne (1815), de la Drôme (1816) et des Pyrénées orientales (1817). 
Il est admis à siéger à la Chambre des pairs en 1815 (Pair le 17 août 1815) et se montre fort peu actif ; il ne siège pas lors du procès du maréchal Ney. Fait duc de Sabran le 30 mai 1825 par Charles X à l'occasion de son sacre, il se rallie plus tard à Louis-Philippe et reste Pair de France, cependant mis à la retraite de sa lieutenance-générale le 29 octobre 1841.

### Distinctions
- Maréchal de camp, du 9 novembre 1814[4], par Louis XVIII
- Lieutenant-général, du 30 juillet 1823[4]
- Duc héréditaire, du 30 mai 1825[4]
- Commandeur de l'ordre royal et militaire de Saint-Louis, du 23 mai 1825[4]
- Chevalier de la Légion d'honneur, du 29 octobre 1826

### Famille
- De retour en France après la dissolution du régiment de Condé, soit vers 1805[5], le peu de faits que l'on sache de lui leur fait dire qu'il a dû courtiser la nièce d'André-Jean-Jacques Deshayes, Louison, puis une demoiselle Collet[5]
- Marié le 25 novembre 1818 à Victorine-Amélie-Antoinette de Pontevès-Bargème (1790-1862)[4], sans postérité. Il avait adopté le 16 août 1832 deux jumeaux, cousins éloignés de sa femme : Marc-Edouard (1811-1878) et Joseph-Léonide de Pontevès (1811-1883)[6]. Dès le 18 juillet 1828, il avait obtenu, en guise de succession, que ses nom, armes, pairie et titre ducal soient substitués en leur faveur, d'où les ducs de Sabran-Pontevès à partir de Marc-Edouard (1828/1847), 2e duc de Sabran, et les comtes de Sabran-Pontevès à partir de Joseph-Léonide (ducs à partir de 1963).

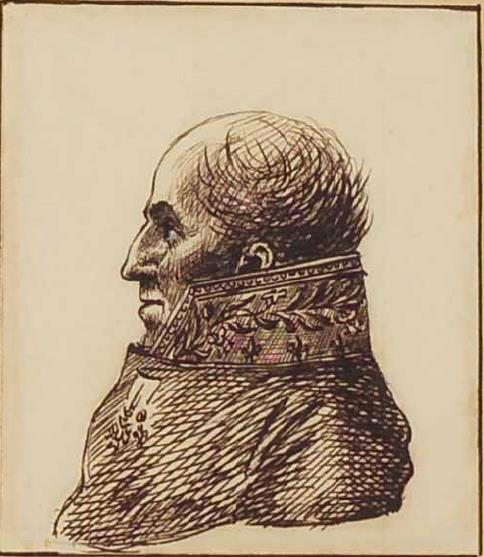
Le duc de Sabran par Amédée de Noé

## Sources
- « Liste des pairs de France (1814-1848) », dans Adolphe Robert et Gaston Cougny, Dictionnaire des parlementaires français, t. V, p. 230, Edgar Bourloton, 1891 [détail de l’édition] (lire en ligne)